# Сосья (приток Печоры)
Сосья (устар. Сосъя) — река в России, течёт по территории Усть-Цилемского района Республики Коми. Образуется слиянием рек Большая Сосья и Малая Сосья на высоте 32 м над уровнем моря. Впадает в Печору справа на высоте 9 м над уровнем моря. Длина реки — 42 км.

## Данные водного реестра
По данным государственного водного реестра России относится к Двинско-Печорскому бассейновому округу, водохозяйственный участок реки — Печора от водомерного поста Усть-Цильма и до устья, речной подбассейн реки — бассейны притоков Печоры ниже впадения Усы. Речной бассейн реки — Печора].